# Квандаквенсізва Мнгоньяма
Квандаквенсізва Мнгоньяма (англ. Kwanda Mngonyama, нар. 25 вересня 1993) — південноафриканський футболіст, захисник клубу «Маріцбург Юнайтед».
Виступав, зокрема, за клуб «Бідвест Вітс».

## Клубна кар'єра
У дорослому футболі дебютував 2013 року виступами за команду клубу «Бідвест Вітс», в якій провів один сезон, взявши участь у 22 матчах чемпіонату. 
Своєю грою за цю команду привернув увагу представників тренерського штабу клубу «Маріцбург Юнайтед», до складу якого приєднався 2014 року. Відтоді встиг відіграти за команду 49 матчів в національному чемпіонаті.

## Виступи за збірні
2015 року дебютував в офіційних матчах у складі національної збірної ПАР. Наразі провів у формі головної команди країни 5 матчів.
2016 року залучався до лав олімпійської збірної ПАР. У складі збірної — учасник футбольного турніру на Олімпійських іграх 2016 року у Ріо-де-Жанейро.